# Asia Rugby Championship 2024
Die Asia Rugby Championship 2024 war ein Wettbewerb für asiatische Nationalmannschaften in der Sportart Rugby Union. Es handelte sich um die 35. Ausgabe der vom Verband Asia Rugby organisierten Rugby-Union-Asienmeisterschaft. Beteiligt waren elf Mannschaften, die in drei Divisionen gegeneinander antraten. Den Asienmeistertitel gewann zum fünften Mal Hongkong.

## Top Division
|    | Land                         | Spiele | Siege | Unent. | Ndlg. | Spiel- punkte | Diff. | Bonus- punkte | Tabellen- punkte |
| -- | ---------------------------- | ------ | ----- | ------ | ----- | ------------- | ----- | ------------- | ---------------- |
| 1. | Hongkong                     | 3      | 3     | 0      | 0     | 189:18        | + 171 | 3             | 15               |
| 2. | Vereinigte Arabische Emirate | 3      | 2     | 0      | 1     | 103:103       | ± 0   | 2             | 10               |
| 3. | Südkorea                     | 3      | 1     | 0      | 2     | 94:108        | − 14  | 2             | 6                |
| 4. | Malaysia                     | 3      | 0     | 0      | 3     | 30:187        | − 157 | 0             | 0                |

4 Tabellenpunkte für Sieg, 2 Tabellenpunkte für Unentschieden, 1 Bonuspunkt bei vier oder mehr Versuchen, 1 Bonuspunkt bei Niederlage mit weniger als sieben Zählern Differenz.
Ergebnisse
| 1. Juni 2024 | Hongkong | 52 : 5 | Vereinigte Arabische Emirate | Hong Kong Football Club Stadium, Hongkong |
| 1. Juni 2024 |          |        |                              | Hong Kong Football Club Stadium, Hongkong |

| 2. Juni 2024 | Südkorea | 55 : 5 | Malaysia | Namdong-Rugby-Stadion, Incheon |
| 2. Juni 2024 |          |        |          | Namdong-Rugby-Stadion, Incheon |

| 8. Juni 2024 | Malaysia | 6 : 70 | Hongkong | UPM Stadium, Serdang |
| 8. Juni 2024 |          |        |          | UPM Stadium, Serdang |

| 9. Juni 2024 | Vereinigte Arabische Emirate | 36 : 32 | Südkorea | The Sevens Stadium, Dubai |
| 9. Juni 2024 |                              |         |          | The Sevens Stadium, Dubai |

| 21. Juni 2024 | Vereinigte Arabische Emirate | 62 : 19 | Malaysia | The Sevens Stadium, Dubai |
| 21. Juni 2024 |                              |         |          | The Sevens Stadium, Dubai |

| 22. Juni 2024 | Hongkong | 62 : 19 | Südkorea | Hong Kong Football Club Stadium, Hongkong |
| 22. Juni 2024 |          |         |          | Hong Kong Football Club Stadium, Hongkong |

## Division 1
Halbfinale
| 30. April 2024 | Katar | 31 : 33 | Kasachstan | Colombo |
| 30. April 2024 |       |         |            | Colombo |

| 30. April 2024 | Sri Lanka | 45 : 10 | Indien | Colombo |
| 30. April 2024 |           |         |        | Colombo |

Spiel um Platz 3
| 4. Mai 2024 | Katar | 45 : 10 | Indien | Colombo |
| 4. Mai 2024 |       |         |        | Colombo |

Finale
| 4. Mai 2024 | Kasachstan | 7 : 45 | Sri Lanka | Colombo |
| 4. Mai 2024 |            |        |           | Colombo |

## Union Cup
|    | Land     | Spiele | Siege | Unent. | Ndlg. | Spiel- punkte | Diff. | Bonus- punkte | Tabellen- punkte |
| -- | -------- | ------ | ----- | ------ | ----- | ------------- | ----- | ------------- | ---------------- |
| 1. | Singapur | 2      | 1     | 0      | 1     | 46:27         | + 19  | 2             | 6                |
| 2. | Taiwan   | 2      | 1     | 0      | 1     | 31:34         | − 3   | 1             | 5                |
| 3. | Thailand | 2      | 1     | 0      | 1     | 26:42         | − 16  | 0             | 0                |

4 Tabellenpunkte für Sieg, 2 Tabellenpunkte für Unentschieden, 1 Bonuspunkt bei vier oder mehr Versuchen, 1 Bonuspunkt bei Niederlage mit weniger als sieben Zählern Differenz.
Ergebnisse
| 29. Juni 2024 | Singapur | 30 : 8 | Thailand | Jurong West Stadium, Singapur |
| 29. Juni 2024 |          |        |          | Jurong West Stadium, Singapur |

| 2. Juli 2024 | Thailand | 18 : 12 | Taiwan | Jurong West Stadium, Singapur |
| 2. Juli 2024 |          |         |        | Jurong West Stadium, Singapur |

| 5. Juli 2024 | Singapur | 16 : 19 | Taiwan | Jurong West Stadium, Singapur |
| 5. Juli 2024 |          |         |        | Jurong West Stadium, Singapur |